# Oevenum
Oevenum (frisó septentrional Ööwenem, danès Øvenum) és un dels municipis de l'illa de Föhr (Illes Frisones) que forma part del districte de Nordfriesland, dins l'Amt Föhr-Amrum, a l'estat alemany de Slesvig-Holstein. Segons el cens de 2022 te una població de 454 habitants.

## Història
En 1796, 23 cases del poble veí de Nieblum van ser destruïdes per un incendi. Posteriorment, es va instal·lar una campana sobre de la casa de l'escola d'Oevenum per advertir a la gent en cas d'incendi. La campana tocava al matí i al migdia i també va ser utilitzada com a mitjà d'alarma durant les marees de tempesta. El 1862 es van reclutar els primers joves bombers d'Alemanya a Oevenum, i el Servei Juvenil de Bombers d'Oevenum és potser el més antic d'Europa.
Al final de la guerra francoprussiana en 1871 fou plantat un roure a Oevenum per a celebrar la pau posterior.